# Ampulex smaragdina
Ampulex smaragdina är en  stekelart som beskrevs av Frederick Smith 1858.
Ampulex smaragdina ingår i släktet Ampulex och familjen Ampulicidae. Inga underarter finns listade i Catalogue of Life.